# Angelo Mai
Angelo Mai (ur. 7 marca 1782 w Schilpario, zm. 8 września 1854 w Castel Gandolfo) – włoski kardynał, teolog i filolog.

## Życiorys
W latach 1815–1819 odnalazł listy łacińskiego pisarza Marka Korneliusza Frontona, które są nieocenionym źródłem informacji o czasach i życiu prywatnym cesarzy rzymskich
Marka Aureliusza, Luciusza Werusa i Antoninusa Piusa. W grudniu 1819 odkrył obszerne fragmenty jednego z najważniejszych dzieł politycznych Cycerona, De re publica. Dzieło to znajdowało się na palimpseście watykańskim, który zawierał Komentarz do Psalmów św. Augustyna. Mai posłużył się odczynnikami chemicznymi, które pomogły mu odczytać znaczną część dzieła Cycerona (księgi I-V). W 1821 w podobny sposób odkrył tzw. Fragmenta vaticana, które zawierają wyjątki z dzieł prawników rzymskich – Pawła, Papiniana i Ulpiana oraz fragmenty z konstytucji cesarskich, głównie z czasów Dioklecjana. W 1815 odkrył najważniejszą z mów Izajosa (Περὶ τοῦ Κλεωνύμου κλήρου, „O dziedzictwie Kleonima”).
W 1837 został ogłoszony kardynałem przez papieża Grzegorza XVI, do czego przyczyniły się również osiągnięcia w dziedzinie filologii.
W styczniu 1820, zaledwie w miesiąc po odkryciu przez Maia części De re publica Cycerona, Giacomo Leopardi poświęcił kardynałowi odę zatytułowaną Ad Angelo Mai. Fragment tej ody został niedawno wyryty na płycie ku czci kardynała, która znajduje się na głównym placu jego rodzinnej miejscowości – Schilpario. Jego imię nosi biblioteka miejska w Bergamo.
W 1838 przygotował wydanie tekstu Kodeksu Watykańskiego, opublikowane dopiero w 1858 (pseudo-facsimile).

## Dzieła
- fragmenty Pro Scauro, Pro Tullio, Pro Flacco, In Clodium et Curionem, De aere alieno Milonis, De rege Alexandrino Cycerona (1814);
- M. Corn. Frontonis opera inedita, cum epistolis item ineditis, Antonini Pii, Marci Aurelii, Lucii Veri et Appiani (1815; nowe wyd. 1823, uzupełnione o ponad 100 listów odnalezionych w Bibliotece Watykańskiej);
- fragmenty mów Symmacha;
- Fragmenty Plauta;
- mowa Izajosa Περὶ τοῦ Κλεωνύμου κλήρου (O dziedzictwie Kleonima);
- ostatnie 9 ksiąg Antiquities Dionizjusza z Halikarnasu oraz inne jego dzieła;
- De Re Publica Cycerona, opublikowane jako M Tullii Ciceronis de republica quae supersunt, Rome, 1822;
- Scriptorum veterum nova collectio, e Vaticanis codicibus edita (1825-1838);
- Classici scriptores e Vaticanis codicibus editi (1828-1838);
- Spicilegium Romanum (1839-1844);
- Patrum nova bibliotheca (1845-1853).